# Referendumul constituțional din Madagascar din 2007
Format:Politica Madagascarului
Un referendum constituțional a avut loc în Madagascar la 4 aprilie 2007. Modificările propuse, pe care alegătorii au fost rugați să le aprobe sau să le respingă în ansamblu, au inclus:
- extinderea puterilor prezidențiale în caz de urgență
- abolirea six provinciilor autonome în favoarea 22 de zone mai mici ("faritra" sau regiuni), o schimbare menită să faciliteze dezvoltarea regională
- adoptarea  Engleza ca limbă oficială (în plus față de cele două limbi oficiale existente,  Franceză și  Malgaș)[3] îndepărtarea sintagmei „statul laic” (în franceză état laïque) from the Constitution[3]din Constitutie

Primele rezultate, cu 73,18% din voturi numărate, au arătat că prezența la vot a fost de aproximativ 42,43%. Referendumul părea probabil să fie adoptat deoarece 74,93% dintre alegătorii din Antananarivo erau în favoarea amendamentelor, chiar dacă părea probabil ca în patru din celelalte cinci provincii votul negativ să fi câștigat. Potrivit rezultatelor publicate pe 7 aprilie, cu voturi de la 85,47% din secțiile de votare numărate, 75,24% au fost în favoarea modificărilor propuse. Roland Ratsiraka, care s-a clasat pe locul al treilea în 2006 și s-a opus modificărilor propuse, presupusă fraudă.
Rezultatele oficiale au fost publicate pe 11 aprilie, dar a fost necesar ca Înalta Curte Constituțională să valideze rezultatele pentru ca acestea să fie definitive, iar acest lucru s-a întâmplat pe 27 aprilie.
Judecătorul propus de Partidul Muncii Voastre (AVI) a ales să boicoteze referendumul, spunând că a fost înșelător ca referendumul să descrie un vot „da” ca fiind un vot pentru dezvoltarea națională.

## Rezultate
| Referendumul constituțional malgaș, 2007 |           |        |
| Opțiune                                  | Voturi    | %      |
| Da                                       | 2,378,650 | 75.33  |
| No                                       | 779,092   | 24.67  |
| Voturi valide                            | 3,157,742 | 97.94  |
| Voturi invalide sau nule                 | 66,346    | 2.06   |
| Total voturi                             | 3,224,088 | 100,00 |
| Votanți înregistrați și prezență         | 7,381,091 | 43.68  |